# Mojo Nixon

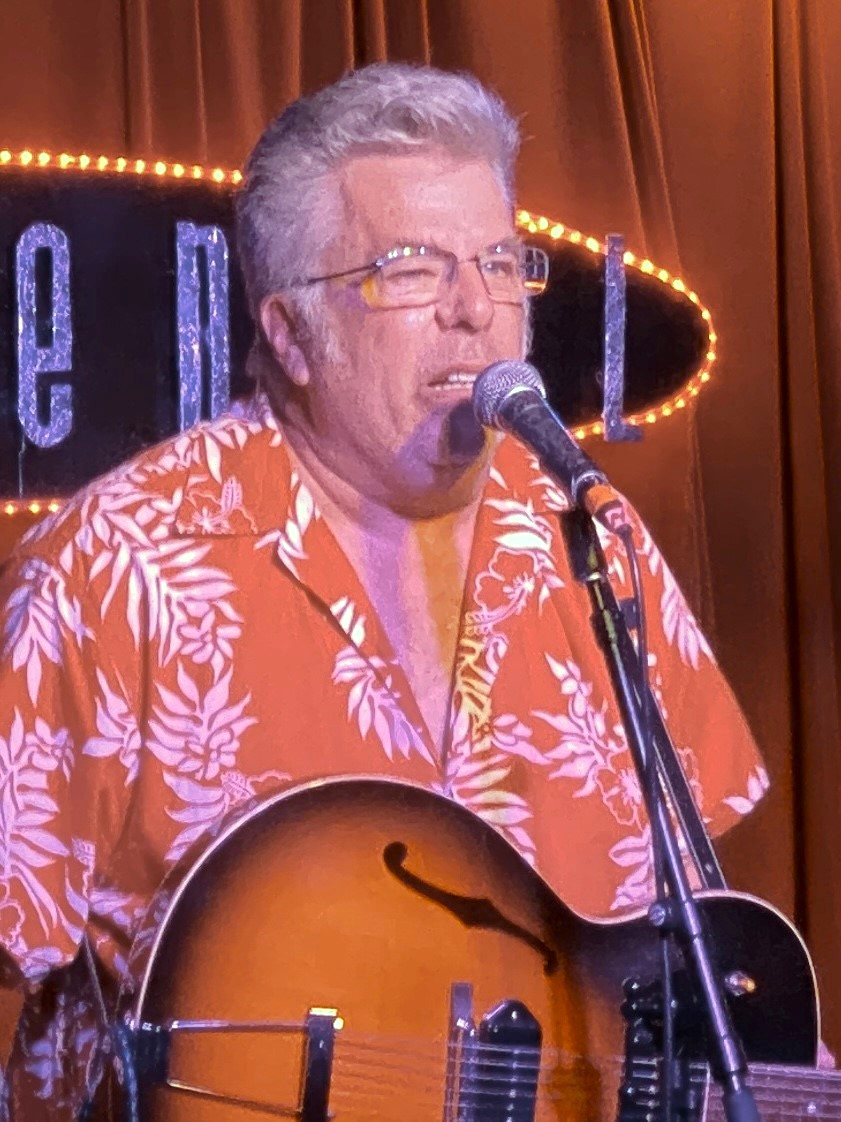
Mojo Nixon (2022)

Mojo Nixon (* 2. August 1957 als Neill Kirby McMillan Jr. in Chapel Hill, North Carolina; † 7. Februar 2024 in San Juan, Puerto Rico) war ein US-amerikanischer Psychobilly-, Rock-’n’-Roll- und Roots-Rock-Musiker. Sein roher, ungeschliffener Musikstil wird gelegentlich auch als Trailer-Park-Rock bezeichnet. Bekannt wurde Nixon unter anderem aufgrund seiner zahlreichen Anspielungen auf andere Musiker, auf Politiker sowie Prominente des Kulturbusiness in seinen Songs und Videoclips.

## Kindheit und Jugend
Bereits in seiner Kindheit begeisterte er sich für Pop- und Rockmusik (insbesondere die Beatles und Velvet Underground), Heavy Metal sowie Rock ’n’ Roll. Als Teenager übte er mit einem Schlagzeug im Keller der elterlichen Wohnung. Parallel zu seinem musikalischen Enthusiasmus entwickelte er ein ausgeprägtes, gegen das Establishment gerichtetes politisches Bewusstsein. Bereits mit 14 nahm er an einer lokalen politischen Aktion teil. Nach einer Festnahme artikulierte er Drohungen gegen den Bürgermeister der Stadt. Auch im Rahmen der Familie kam es zu Auseinandersetzungen.
Nach seinem achtzehnten Geburtstag absolvierte er ein Studium der Politik- und Geschichtswissenschaften an der Miami University in Oxford, Ohio. Nach seinem Abschluss zog er nach England in der Hoffnung, dort an die Punkmusikszene rund um die Band The Clash Anschluss zu finden. Das Vorhaben scheiterte. Um sich über Wasser zu halten, war er gezwungen, als Straßenmusiker in der Londoner U-Bahn zu spielen. 
1980 kehrte er in die USA zurück und verpflichtete sich in Denver bei der NGO Volunteers in Service to America - VISTA, deren Schwerpunkt die Armutsbekämpfung ist. Während seiner Zeit bei VISTA bestritt er Gelegenheitsauftritte vor Arbeitslosen mit Songs von Woody Guthrie und Leadbelly. Darüber hinaus gründete er eine Punkband mit dem Namen Zebra 123. Schon bald geriet die Gruppe wegen einer slapstickhaften Nachstellung der Ermordung John F. Kennedys am Jahrestag des Attentats in Konflikt mit den Behörden.
1981 zog er erneut um, diesmal nach San Diego in Kalifornien. Dort freundete er sich mit ansässigen Roots-, Independent- und Alternative-Rock-Musikern wie etwa Country Dick Montana an, der für ihn als eine Art Mentor fungierte. Während seiner Zeit in San Diego wählte er seinen neuen Künstlernamen Mojo Nixon. Auslöser für die Namensänderung, so Nixon, sei ein Aufenthalt in New Orleans gewesen, wo er eine Art „mystisch-musikalische Erfahrung“ gehabt habe. Mojo stehe dabei symbolhaft für den schmutzigen, ungeschliffenen Rock ’n’ Roll, der Nachname Nixon hingegen für schlechte Politik. 
Während dieser Zeit begann die Zusammenarbeit mit Skid Roper, einem Schlagzeuger, der wegen fehlender finanzieller Mittel ebenfalls oft zur Improvisation gezwungen war. Als Dick Montana Nixon bei der Zusammenstellung seiner neuen Band The Beat Farmers überging, zog dieser nach North Carolina zurück und arbeitete dort als Ranger in einem State Park. Nach einem Unfall, bei dem er fast ertrunken wäre, entschloss sich Nixon, nach Kalifornien zurückzukehren.

## Musikalische Karriere

### Mojo Nixon and Skid Roper (1985 bis 1989)
Zurück in Kalifornien, formierte sich Nixon mit Skid Roper zum Duo. Bis 1989 – über vier Alben und mehrere EPs – spielten die beiden unter der Bezeichnung Mojo Nixon & Skid Roper. Während Nixon den Frontpart mit Texten, expressivem Gesang sowie Gitarre übernahm, hielt sich der Multiinstrumentalist Roper eher im Hintergrund. Die beiden Trouser-Press-Musikjournalisten Dave Sheridan und Ira Robbins charakterisierten die Rollenverteilung der beiden wie folgt: Roper gebe den „bodenständigen, Rhythm-and-Blues-verhafteten Gegenpart zu Nixons oft hysterisch vorgetragenen sozio-politischen Kommentaren ab“. Das erste Album mit dem Titel Mojo Nixon and Skid Roper erschien 1985 bei dem Independent-Label Enigma Records. Ebenso wie die Folgealben bot der Erstling Roots-Rock, Rock ’n’ Roll, Folk, Blues und Country mit minimalistischer Instrumentierung: Gitarre, Waschbrett, Bass, Mandoline, diverse Percussioninstrumente und Harmonika.
Die erste Singleauskoppelung Jesus At McDonald’s eröffnete eine Serie personenbezogener Textanspielungen, die bald zu einem wesentlichen Markenzeichen von Nixons Musik avancierten. 1986 folgte eine Mini-LP mit dem Titel Get Out of My Way. Stuffin' Martha's Muffin, ein Song mit langem Vortext im Sixties-Beat- und Soulsound, nahm in satirisch-parodistischer Form Martha Quinn aufs Korn, einen bekannten Video Jockey bei MTV. Das zweite Vollalbum, Frenzy aus dem Jahr 1986, enthielt unter anderem eine Coverinterpretation des Rockmusikklassikers In-A-Gadda-Da-Vida von Iron Butterfly. Eine Besonderheit an Frenzy war der gezielte Einsatz eines Backgroundchors – einer ad hoc zusammengestellten Studioformation mit der Bezeichnung The Bigfoot Choir. Das dritte Album, Bo-Day-Shus!!! aus dem Jahr 1987, enthielt mit Elvis Is Everywhere nicht nur eine weitere Personenode, sondern eine Nummer, die zu einem der bekanntesten Nixon-Stücke wurde.
Mit dem vierten Album Root Hog or Die! aus dem Jahr 1989 häufte sich einerseits die Beachtung seitens der Musikpresse, andererseits die Konflikte wegen der darauf enthaltenen Parodien. Verstärkt wurden diese durch die parallel veröffentlichten Musikclips. Insbesondere der Clip zu der Rock-’n’-Roll-Nummer Debbie Gibson Is Pregnant with My Two-Headed Love Child führte zu zeitweiligen Kontroversen mit MTV, denn Der Sender zeigte sich zögerlich, den Clip in sein offizielles Programm zu übernehmen. 
In diesem parodierte Winona Ryder die bekannte Broadwayschauspielerin Debbie Gibson in Form der Simulation einer Geburt, deren Ergebnis schließlich eine fellbekleidete Puppe mit zwei Köpfen ist. Zwischen Ode und Parodie schwankten auch Musikaufnahme und Clip von (619) 239-KING, einer satirischen Überspitzung des Starkults um den toten Rock-’n’-Roll-Star Elvis Presley. Des Weiteren enthielt Root Hog or Die! eine Coverinterpretation des Woody-Guthrie-Klassikers This Land Is Your Land.

### Solokarriere (ab 1990)

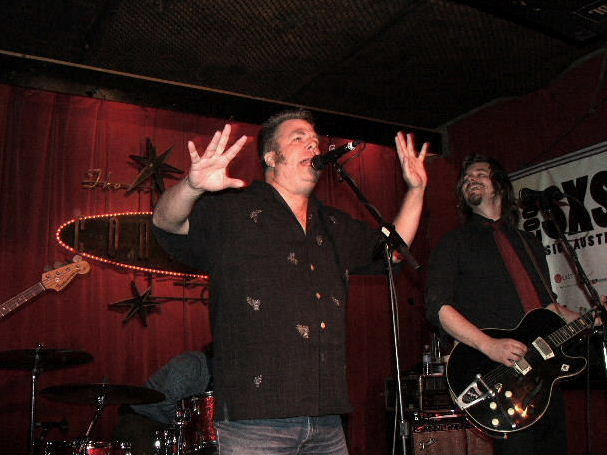
Mojo Nixon (2006)

1990 trennte sich Nixon von Roper, um eine Karriere als Solist zu forcieren. Das erste Solo-Album unter dem Titel Otis erschien noch im selben Jahr. Textlich enthielt auch Otis mehrere Titel, die sich auf satirisch-polemische Weise anderen Musikern oder Prominenten widmen. In Don Henley Must Die setzte er sich mit dem bekannten Musiker und Eagles-Sänger Don Henley auseinander, in der Irish-Folk-Nummer Shane’s Dentist mit den Zahnproblemen des Ex-Pogues-Sängers Shane MacGowan. Ensembletechnisch arbeitete Nixon fortan mit vollen Rockband-Besetzungen. Mit-Musiker auf Otis waren unter anderem der Southern-Rock-Gitarrist Bill Davis, Country Dick Montana von den Beat Farmers sowie Eric Roscoe Ambel von den Del-Lords.
Der musikalische Sound der Solo-Alben ist deutlich härter als der der Duo-Alben aus den 1980ern. Als Problem zu Beginn seiner Solokarriere erwies sich der Konkurs des ehemaligen Plattenlabels Enigma Records sowie die daraus resultierende rechtlich unklare Situation des Backlist-Materials aus der Zeit mit Skid Roper. Nichtsdestotrotz erschienen im Verlauf der 1990er mehrere Alben, teils als Soloalben deklariert, teils eingespielt mit einer festen Formation, den Toadliquors. 
In Sachen Personenanspielungen und Parodien sowie Deutlichkeit der Texte verstärkte Nixon die bislang eingeschlagene Richtung. Der Titel Bring Me the Head of David Geffen sowie das textlich bis dato härteste Nixon-Stück, Tie My Pecker to My Leg, eine im Stil von Country Joe and the Fish eingespielte Parodienummer über Sodomie, Inzest und Koprophilie. Als Highlight wurde seitens der Kritik das 1996er-Album Whereabouts Unknown gewertet. Mit dem Stück The Ballad of Country Dick enthielt es unter anderem eine musikalische Widmung an den ehemaligen Mitmusiker und Freund Country Dick Montana, der während eines Live-Auftritts an einem Herzinfarkt verstorben war.
Ab Mitte der 1990er arbeitete Nixon mit unterschiedlichen Musikern zusammen, darunter Jello Biafra von den Dead Kennedys, dem Singer-Songwriter und Roots-Rock-Musiker Dave Alvin sowie Mitgliedern der Beat Farmers. Auf Whereabouts Unknown folgten zwei weitere reguläre Alben sowie 2003 das in Form von MP3-Files selbstdistributierte Album Mojo Nixon Live at the Casbah 12/28/2003. 2004 zog sich Nixon offiziell aus dem Musikgeschäft zurück. Die vorerst letzte Live-Show fand im März im Continental Club in Austin, Texas, statt. 2009 meldete sich Nixon mit dem Album Whiskey Rebellion zurück. 2012 absolvierte er mit Skid Roper mehrere Reunion-Auftritte.

## Sonstige Aktivitäten
Parallel zu seiner Karriere als Musiker nahm Nixon immer wieder Nebenrollen-Engagements in Filmen wie Great Balls of Fire – Jerry Lee Lewis – Ein Leben für den Rock’n’Roll, wo er den Bandschlagzeuger James Van Eaton spielte, Super Mario Bros. oder Wagen 54 – Bitte Melden an. Ab den späten 1990ern arbeitete er auch als Radio-DJ unter anderem in San Diego bei KGB-FM sowie in Cincinnati bei WEB-FM. Darüber hinaus bestritt er 2008 drei Shows bei dem Pay-Radio-Satellitensender Sirius Satellite Radio.
Nixon war ein expliziter Verfechter des File-Sharing-Gedankens sowie freier Download-Möglichkeiten, er wolle nicht „so ein Arschloch sein wie Metallica“. Praktisch setzte er den selbstgesteckten Anspruch durch die kostenlose Zur-Verfügung-Stellung früher Alben als MP3 im Rahmen der Vermarktung des 2009er-Albums Whiskey Rebellion um, das er ebenfalls gratis bei Amazon anbot. 
Parteipolitisch war Nixon ein Unterstützer der Libertarian Party. Darüber hinaus unterstützte er – unter anderem mit dem Song Kinky Is Everywhere – 2006 die Kandidatur von Kinky Friedman für den Posten als Gouverneur von Texas.

## Tod
Mojo Nixon starb im Februar 2024 im Alter von 66 Jahren während einer Country-Musik-Kreuzfahrt, bei der er mit anderen Musikern aufgetreten war, an einem Herzinfarkt.

## Rezeption
Nixon wird gewöhnlich dem Roots Rock zugerechnet, einem heterogenen, zwischen Country, Blues, Folk und Alternative Rock angesiedeltem Stilgenre, der sich vor allem durch eine ungekünstelte, raue, stark an der Rock-Musik der 1960er-Jahre orientierte Spielweise auszeichnet. Insbesondere von Alternative-Rock-nahen Musikzeitschriften wurden Nixons Produktionen konstant als eigenwillig, originär und gelungen dargestellt. Der Musikkritiker Ira Robbins in Entertainment Weekly über Otis: „Trailer-Park Rock hatte nie einen enthusiastischeren Verfechter als Mojo Nixon. Im Lauf von fünf verspielten Alben mit bösem Humor hat er eine bemerkenswerte Fähigkeit darin entwickelt, Symbole der Trash-Kultur entweder in den Himmel zu loben oder aber zu mißbrauchen.“
Die Kölner Musikzeitschrift Intro brachte ihre Begeisterung für die 1995er-Veröffentlichung Whereabouts Unknown mit folgenden Worten auf den Punkt: „The return of the incredible hillybilly! Der weltbeste weiße Richard-Pryor-Stimmenimitator ist nach seiner zwischenzeitlichen Kollaboration mit Jello Biafra wieder solo am Start. Die Themen sind wie üblich die Größe seines Geschlechtsorganes, Alkohol und soziale Mißstände im Mutterland des Rock'n'Roll.“
Der deutschsprachige Rolling Stone über das Album The Real Sock Ray Blue! Texas Prison Field Recordings Vol. 3: „Mojo Nixon is back! Und auch diesmal begegnen wir ihm wieder auf einem anderen Label. 14 Alben auf neun verschiedenen Labels sprechen eine deutliche Sprache für diesen Randalierer, der seinen Mund allzeit so weit aufmacht, wie es eben geht.“
Einen ungewöhnlichen Zusammenhang zum Bundestagswahlkampf 2009 stellte das Magazin der Süddeutschen Zeitung her. Musikkolumnen-Autor Johannes Waechter listete das Stück Love Me, I’m A Liberal 2009 als eines unter sieben auf, die die Situation der normalerweise eher Popkultur-fernen Liberalen von der FDP prägnant auf den Punkt brächten.

## Diskografie

### Mojo Nixon & Skid Roper
- Mojo Nixon and Skid Roper (1985; Enigma Records)
- Frenzy (1986; Restless Records, Enigma Records)
- Get Out of My Way! (1986; EP; Restless Records)
- Bo-Day-Shus!!! (1987; Enigma Records)
- Root Hog or Die (1989; Enigma Records)
- Unlimited Everything (1990; Enigma Records)

### Solo / mit The Toadliquors
- Otis (1990; Enigma Records)
- Horny Holidays! (1992; Triple X Records)
- Whereabouts Unknown (1995; Ripe Records)
- Gadzooks!!! The Homemade Bootleg (1997; Needletime)
- The Real Sock Ray Blue! Texas Prison Field Recordings Vol. 3 (1999; Shanachie)
- Mojo Nixon Live at the Casbah 12/28/2003 (2003; Selbstdistribution als MP3-Files)
- Whiskey Rebellion (2009; Selbstdistribution)

### Mit anderen
- Prairie Home Invasion (mit Jello Biafra) (1994; Alternative Tentacles)
- Live in Las Vegas (Pleasure Barons) (mit den Pleasure Barons) (1994)

### Kompilationen
- The Essential Mojo Nixon (2011; Freedom Records)

## Filme
- 1989: Great Balls of Fire – Jerry Lee Lewis – Ein Leben für den Rock’n’Roll (Great Balls of Fire!)
- 1990: Rock’n’Roll High School Forever
- 1993: Super Mario Bros. (1993)
- 1994: Wagen 54 – Bitte Melden (Car 54, Where Are You?)
- 1997: Raney
- 1998: Die Wholesale
- 1998: Buttcrack
- 2006: A Four Course Meal
- 2013: Papercut 2